# 10月19日
10月19日（じゅうがつじゅうくにち）は、グレゴリオ暦で年始から292日目（閏年では293日目）にあたり、年末まであと73日ある。

## できごと

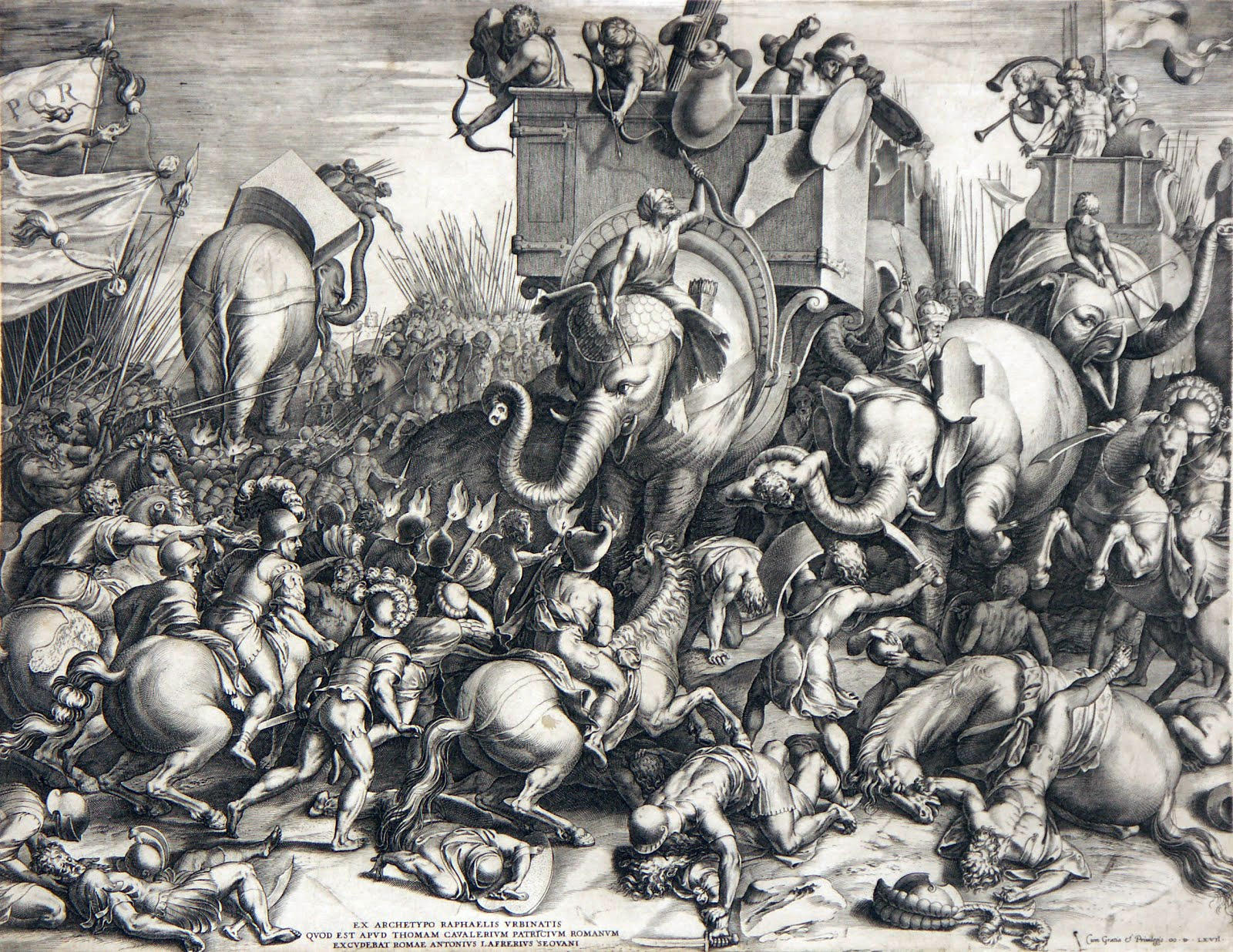
ザマの戦い(紀元前202)。戦いに敗れたカルタゴは全ての海外植民地および制海権を喪失する

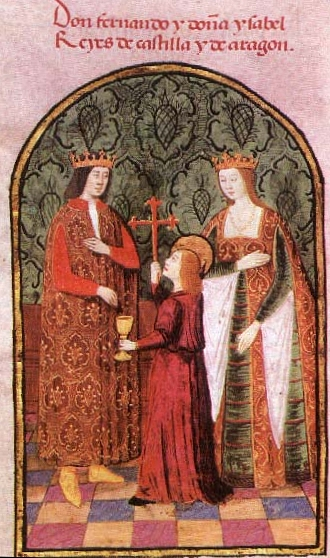
フェルナンドとイサベルの結婚(1459)2人はフアン1世を曽祖父とする又従姉弟である

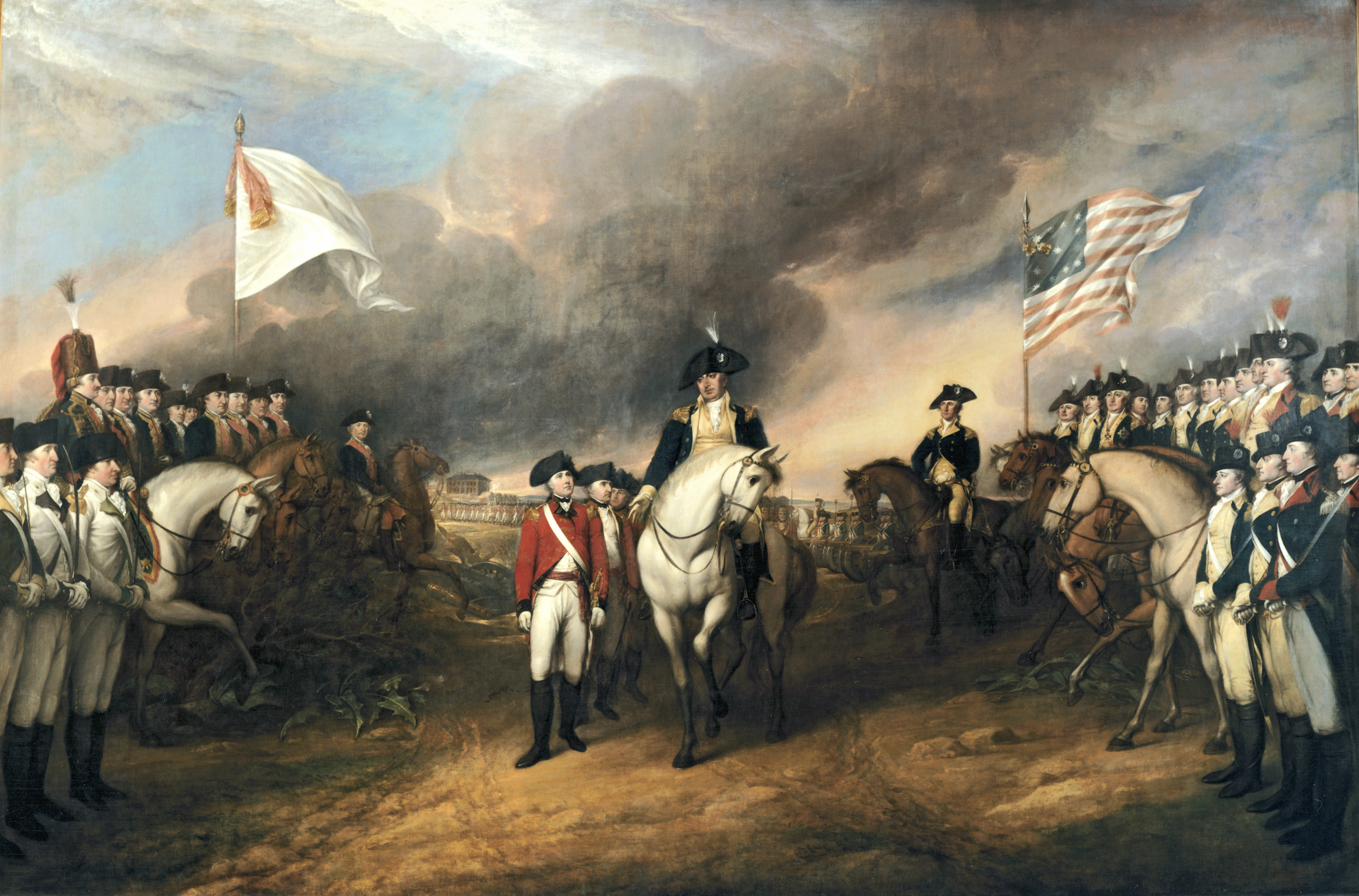
ヨークタウンの戦いでのイギリス軍降伏（コーンウォリス卿の降伏）(1781)

ナポレオン、モスクワから退却(1812)。同年12月14日までに出役時60万だった大陸軍は5千にまで減ることになる

- 紀元前202年 - ザマの戦いで、大スキピオ率いるローマ軍が、ハンニバル率いるカルタゴ軍を破り、第二次ポエニ戦争が終結する。
- 1216年 - イングランド王ジョンが死去し、9歳のヘンリー3世が即位。
- 1453年 - フランス王シャルル7世がボルドー入城。これを以てイングランドとの百年戦争が終結。
- 1466年 - 第二次トルンの和約によりプロイセン同盟とドイツ騎士団国との間の十三年戦争が終結。
- 1469年 - アラゴン王太子フェルナンド（後のアラゴン王フェルナンド2世）とカスティーリャ女王イサベル1世が結婚。1479年のフェルナンドの王位継承により、両国は統合してスペイン王国となる。
- 1598年（慶長3年9月19日） - 慶長の役・順天城の戦いが始まる。
- 1781年 - ヨークタウンの戦いでイギリス軍が降伏し、アメリカ独立戦争が終結。
- 1789年 - ジョン・ジェイが初代アメリカ合衆国最高裁判所長官に就任。
- 1812年 - 1812年ロシア戦役: ナポレオンのフランス軍がモスクワからの撤退を開始。
- 1864年 - 南北戦争: シーダークリークの戦い。
- 1873年 - 東京府に近代日本最初の5つの公園が誕生。浅草公園（浅草寺）、上野公園（寛永寺）､芝公園（増上寺）、深川公園（富岡八幡宮）、飛鳥山公園（王子権現）と、寺の境内地を公園にした[1]。
- 1878年 - ドイツで社会主義者鎮圧法制定。
- 1900年 - 日本で伊藤博文が第10代内閣総理大臣に就任し、第4次伊藤内閣が発足。
- 1902年 - 9月に東京専門学校から改称した早稲田大学で、「大学」としての開校式が行われる[2]。
- 1907年 - 箕面有馬電気軌道（阪急電鉄・阪急阪神ホールディングスの前身）設立。
- 1921年 - ポルトガルのリスボンでクーデター。首相アントニオ・グランジョ（英語版）らが死亡。
- 1929年 - 安田善次郎の多額の寄付により、日比谷公園に日比谷公会堂が竣工[3]。
- 1925年 - 中華民国（北京政府）駐墺公使黄栄良（中国語版）がウィーンでオーストリア外相マタヤ（ドイツ語版）と新しく平等な条約である中墺通商条約を締結する。
- 1933年 - ドイツが国際連盟から脱退。
- 1935年 - 第二次エチオピア戦争: 国際連盟でイタリアを侵略者とする採択を可決し、イタリアに対する経済制裁を開始。
- 1948年 - 第2次吉田茂内閣が成立する。
- 1949年 - 朝鮮学校閉鎖令。
- 1954年 - 世界第6位の高峰チョ・オユーが初登頂。
- 1956年 - モスクワで、日本の鳩山一郎首相とソビエト連邦のブルガーニン首相が「日ソ国交回復の共同宣言（日ソ共同宣言）」に調印し、日本とソ連の国交が回復した[4]。
- 1959年 - ドイツ・アーヘンに世界初のディスコ・スコッチクラブ（ドイツ語版）が開店。
- 1962年 - 青梅鉄道公園が開園。
- 1962年 - 新日本婦人の会結成。
- 1962年 - アニメーション制作会社タツノコプロ設立。
- 1972年 - フィリピン・ルバング島で地元警察が元日本兵2人を発見し銃撃戦に。小塚金七元上等兵が死亡、小野田寛郎元少尉は逃走。
- 1974年 - ニュージーランドの属領ニウエが内政自治権を獲得し、ニュージーランドとの自由連合国となる。
- 1979年 - 台風20号が和歌山県白浜町付近に上陸し、本州・北海道を縦断。全国で死者行方不明者115名。
- 1981年 - 福井謙一にノーベル化学賞が贈られることが決定する[5]。
- 1982年 - デロリアン・モーター・カンパニー（DMC）が倒産。
- 1983年 - グレナダ首相モーリス・ビショップと閣僚・支持者が、バーナード・コード率いるクーデター軍により処刑。
- 1984年 - カトリック教会の司祭、イエジ・ポピエウシュコがポーランド公安部によって暗殺。
- 1986年 - モザンビーク大統領サモラ・マシェルと大臣、政府職員が乗った飛行機がレボンボ山脈（英語版）に墜落。マシェル大統領らが死亡。
- 1987年 - ブラックマンデー: ニューヨーク株式市場が大暴落し、株式暴落が世界中に広がる[6]。
- 1988年 - プロ野球パ・リーグ、川崎球場でロッテ対近鉄のダブルヘッダーが行われ、第2試合で引き分けたため近鉄はパ・リーグ優勝を逸し、既に全日程を終了していた西武の優勝が決定。（「10.19」）
- 1988年 - プロ野球パ・リーグ球団阪急ブレーブスをオリエント・リース（現オリックス）が買収することが発表された。
- 1991年 - しながわ水族館が開館。
- 2003年 - スティルインラブが秋華賞を勝ち、メジロラモーヌ以来17年ぶり、日本競馬史上2頭目の牝馬三冠を達成[7]。
- 2003年 - マザー・テレサがヨハネ・パウロ2世により列福される。
- 2004年 - ミャンマー連邦首相キン・ニュンが国家平和発展評議会により解任され、自宅軟禁下に置かれる。
- 2005年 - バグダードの高等法廷でサッダーム・フセインの初公判。
- 2005年 - ハリケーン・ウィルマにより、ハリケーンでの観測史上最低気圧882hPaを観測。
- 2008年 - 京阪中之島線（天満橋駅 - 中之島駅間）が開業。
- 2014年 - サイディング・スプリング彗星が火星に極めて接近する[8]。
- 2017年 - 本田技研工業が、スーパーカブの世界累計生産台数がオートバイとしては世界初の1億台に達したことを発表[9]。
- 2017年 - パンスターズがオウムアムア (1I/2017 U1) を観測[10]。天体観測史上初となる太陽系外からの飛来物と目されている[11]。
- 2024年 - 東京の自民党本部に火炎瓶が投げつけられ、機動隊車両の一部が焼損するなどした[12]。火炎瓶を投げつけた男はその後、首相官邸に対して車で襲撃を試みたが柵に阻まれ、その場で現行犯逮捕された[12]。

## 誕生日

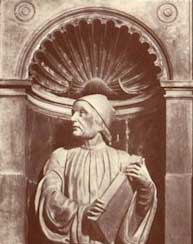
イタリア・ルネサンス期の哲学者マルシリオ・フィチーノ(1433-1499)誕生。プラトンの著作をラテン語に訳した。

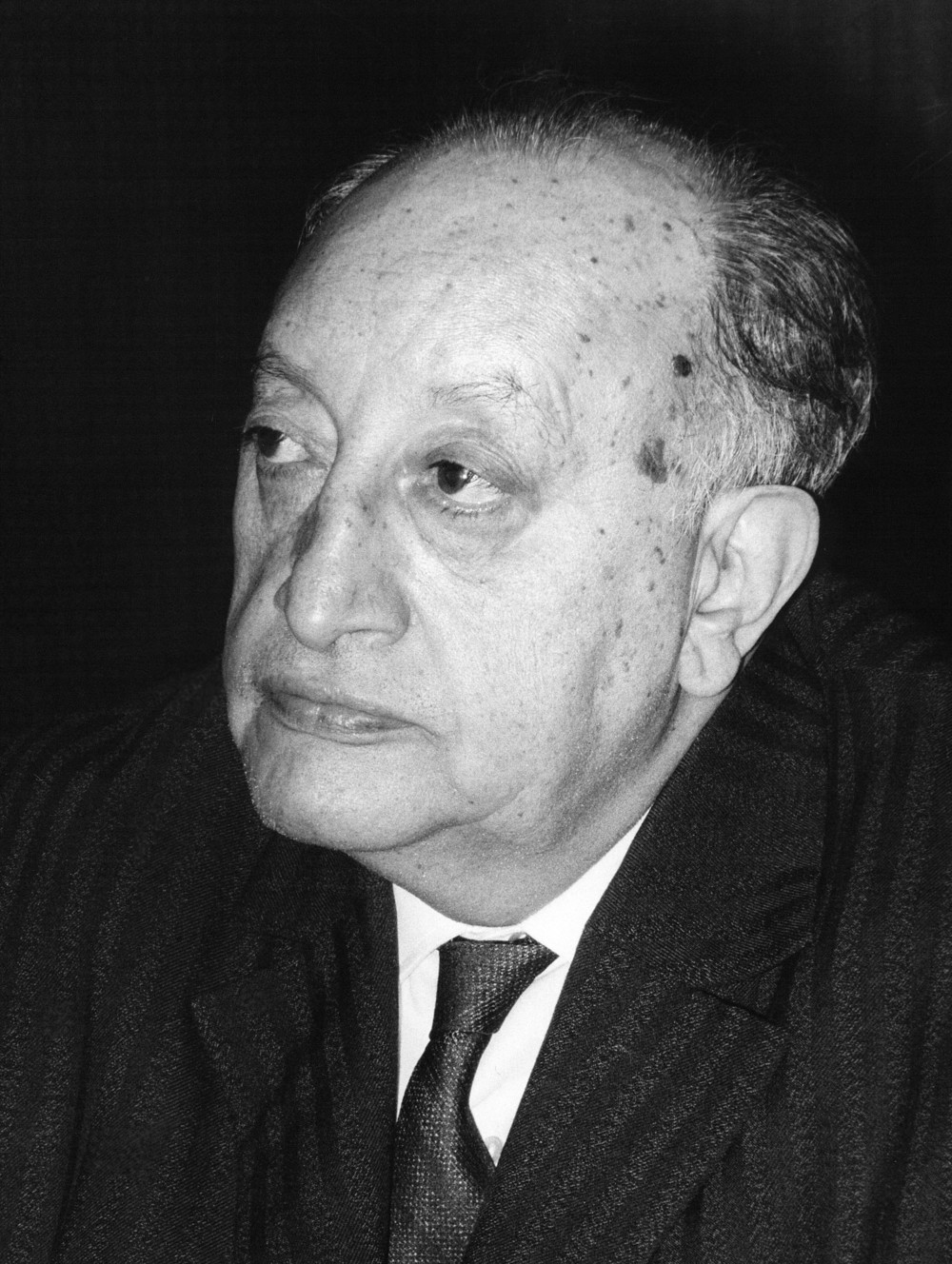
グアテマラの小説家ミゲル・アンヘル・アストゥリアス(1899-1974)誕生。

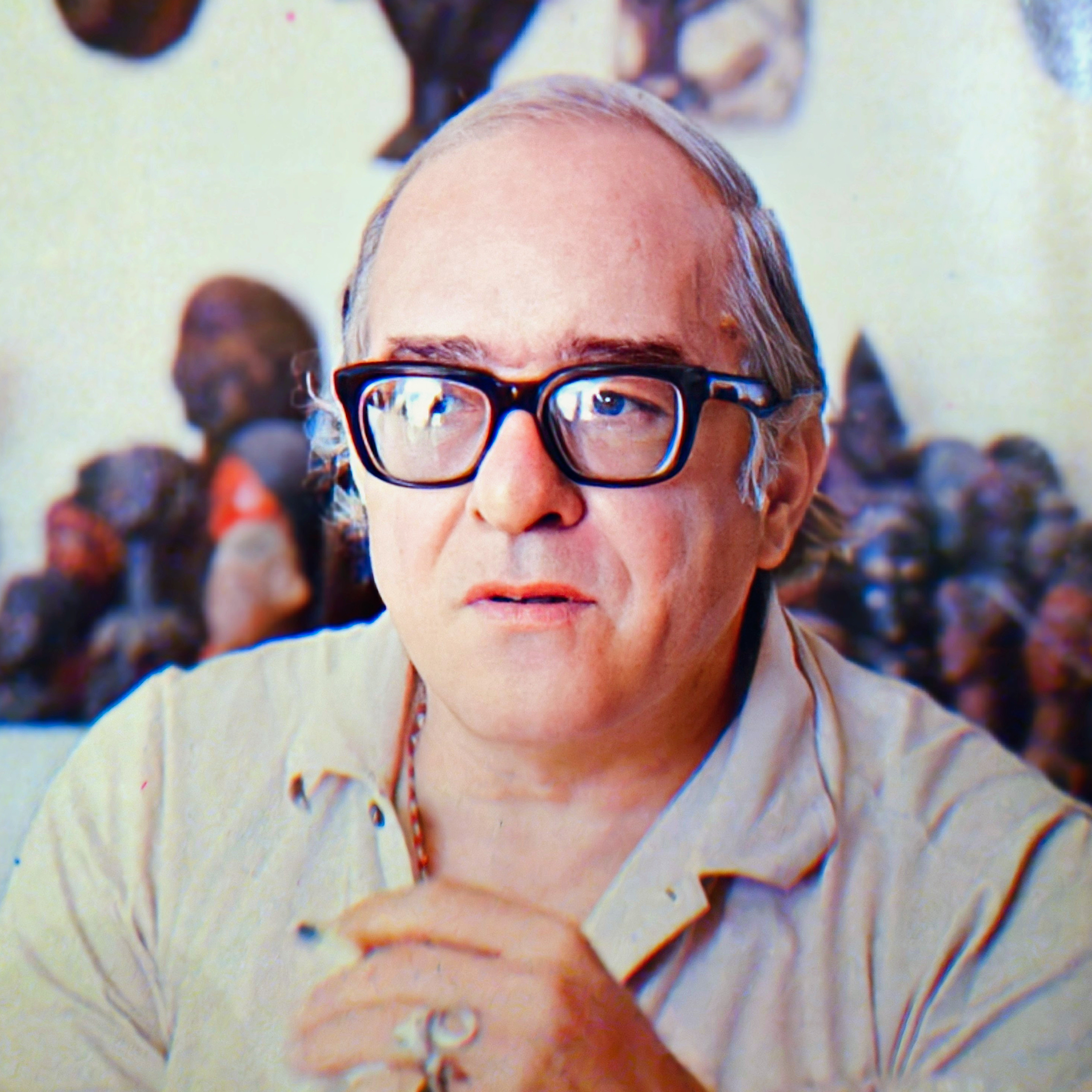
ブラジルの作詞家ヴィニシウス・ヂ・モライス(1913-1980)誕生。『イパネマの娘』など、ボサノヴァの詩的な歌詞を生み出した。

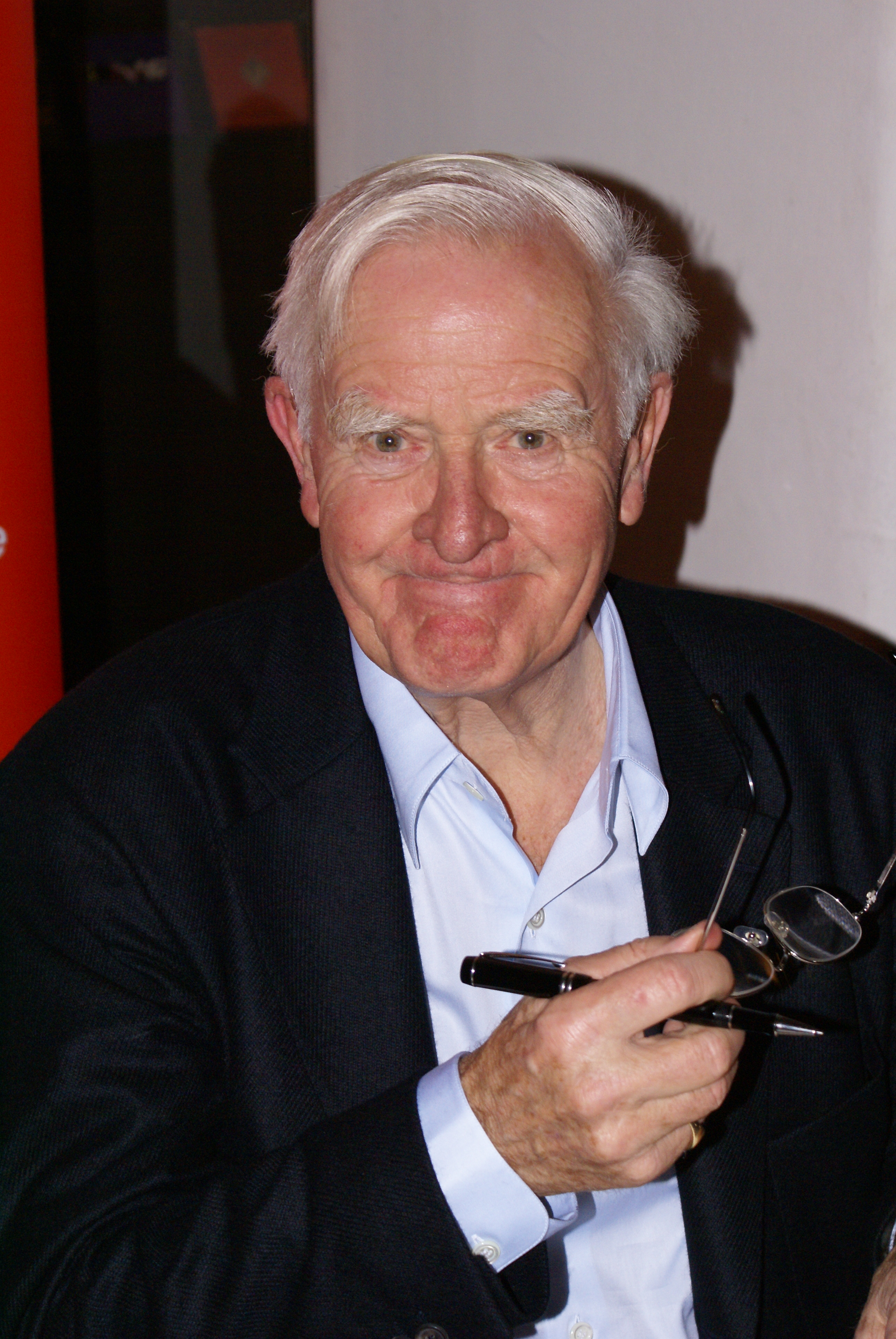
イギリスの小説家ジョン・ル・カレ(1931-2020)誕生。情報局秘密情報部(MI6)からスパイ小説家に。

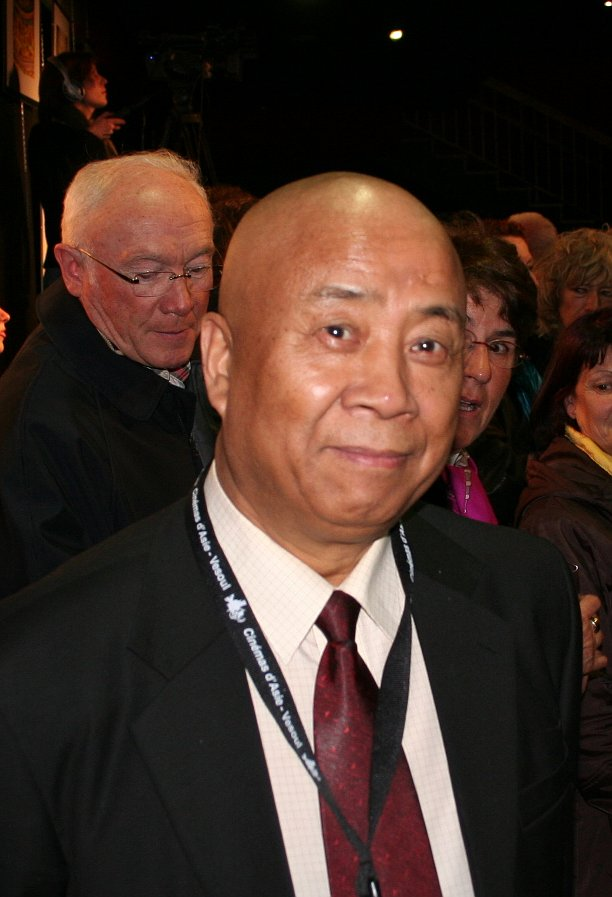
中華人民共和国の映画監督呉天明(1939-2014)誕生。『古井戸』(1987)は第2回東京国際映画祭グランプリ作品。

- 1276年（建治2年9月11日） - 久明親王、鎌倉幕府第8代征夷大将軍（+ 1328年）
- 1433年 - マルシリオ・フィチーノ、哲学者（+ 1499年）
- 1627年（寛永4年9月11日） - 分部嘉治、第2代大溝藩主（+ 1658年）
- 1688年 - ウィリアム・チェゼルデン、外科医、解剖学者（+ 1752年）
- 1791年（寛政3年9月22日） - 松平定芝、第8代今治藩主（+ 1837年）
- 1804年（文化元年9月16日） - 細川斉護、第10代熊本藩主（+ 1860年）
- 1815年（文化12年9月17日） - 松平忠国、第3代忍藩主（+ 1868年）
- 1837年（天保8年9月20日） - 藤堂高潔、第12代津藩主（+ 1889年）
- 1851年 - 閔妃、朝鮮国王高宗の妃（+ 1895年）
- 1862年 - オーギュスト・リュミエール、リュミエール兄弟の兄（+ 1954年）
- 1854年 - セルヒー・ヴァシリキウシキー、画家（+ 1917年）
- 1867年 - 阿部徳三郎、政治家、弁護士（+ 1918年）
- 1869年（明治2年9月15日） - 勝田主計、大蔵官僚、政治家（+ 1948年）
- 1871年 - ウォルター・B・キャノン、生理学者（+ 1945年）
- 1876年 - モーデカイ・ブラウン、プロ野球選手（+ 1948年）
- 1882年 - ウンベルト・ボッチョーニ、画家、彫刻家（+ 1916年）
- 1892年 - イルマリ・ハンニカイネン、作曲家、ピアニスト（+ 1955年）
- 1892年 - 陳公博、中華民国汪兆銘政権代理主席（+ 1946年）
- 1896年 - ボブ・オファレル、プロ野球選手（+ 1988年）
- 1898年 - 鎌倉芳太郎、染織家、沖縄文化研究家（+ 1983年）
- 1899年 - ミゲル・アンヘル・アストゥリアス、小説家（+ 1974年）
- 1899年 - 山本豊市、彫刻家（+ 1987年）
- 1899年 - 仁田勇、物理化学者（+ 1984年）
- 1901年 - アーレイ・バーク、軍人（+ 1996年）
- 1908年 - ゲイル・トヴェイト、作曲家（+ 1981年）
- 1909年 - 尾茂田叶、元プロ野球選手（+ 1997年）
- 1909年 - マルグリット・ペレー、物理学者（+ 1975年）
- 1910年 - スブラマニアン・チャンドラセカール、天体物理学者（+ 1995年）
- 1910年 - 浜田駿吉、ホッケー選手、実業家（+ 2009年）
- 1912年 - 山田一雄、指揮者（+ 1991年）
- 1913年 - ヴィニシウス・ヂ・モライス、作詞家、外交官（+ 1980年）
- 1916年 - エミール・ギレリス、ピアニスト（+ 1985年）
- 1917年 - 佐藤喜久雄、プロ野球選手（+ 1936年）
- 1921年 - 神風正一、元大相撲力士、相撲解説者（+ 1990年）
- 1922年 - ジャック・アンダーソン、コラムニスト（+ 2005年）
- 1924年 - 東恵美子、女優（+ 2010年）
- 1925年 - 石橋義夫、元共立女子学園学園長、第10代横綱審議委員会委員長（+ 2015年）
- 1927年 - 童門冬二、歴史小説作家（+ 2024年）
- 1930年 - 杉山邦博、アナウンサー
- 1930年 - 三浦浩、作家（+ 1998年）
- 1931年 - ジョン・ル・カレ、小説家（+ 2020年）
- 1932年 - 田淵義久、実業家、野村證券第7代代表取締役社長（+ 2023年）
- 1933年 - 大原博志、元プロ野球選手
- 1936年 - 佐藤大五郎、将棋棋士（+ 2010年）
- 1937年 - 林家木久扇、落語家
- 1938年 - 阿奈井文彦、小説家（+ 2015年）
- 1938年 - 米沢富美子、理論物理学者（+ 2019年）
- 1938年 - "スカーフェイス"・ジョン・ウィリアムズ、R&Bシンガー（+ 1972年）
- 1939年 - 呉天明、映画監督、映画プロデューサー（+ 2014年）
- 1940年 - マイケル・ガンボン、俳優（+ 2023年）
- 1940年 - 伊藤竜彦、元プロ野球選手
- 1942年 - メッジェシ・ペーテル、政治家、ハンガリー首相
- 1943年 - サンディー・アロマー・シニア、元プロ野球選手
- 1944年 - ピーター・トッシュ、レゲエ歌手、ギタリスト、ラスタファリ運動家（+ 1987年）
- 1945年 - 戸張捷、ゴルフトーナメントプロデューサー
- 1947年 - 藤田平、元プロ野球選手、プロ野球監督
- 1948年 - 岡田可愛、女優
- 1948年 - 能見俊賢、作家（+ 2006年）
- 1948年 - パトリック・シモンズ、ロック・ミュージシャン（ドゥービー・ブラザーズ）
- 1949年 - 相沢行夫、ミュージシャン、ギタリスト
- 1950年 - 益川満育、元プロ野球選手
- 1951年 - 高山厳、歌手
- 1951年 - 中原丈雄、俳優
- 1952年 - 水口晴幸、歌手、俳優（元クールス）
- 1952年 - 鳥嶋和彦、漫画編集者
- 1953年 - 今村泰典、リュート奏者、テオルボ奏者
- 1954年 - 野沢秀行、ミュージシャン（サザンオールスターズ）
- 1954年 - サム・アラダイス、元サッカー選手、サッカー指導者
- 1955年 - ラサール石井、タレント、俳優、声優（コント赤信号）
- 1956年 - 木村三浩、評論家、政治活動家、右翼活動家
- 1956年 - カルロ・ウルバニ、医師（+ 2003年）
- 1957年 - 香坂英典、元プロ野球選手
- 1957年 - 加倉一馬、元プロ野球選手
- 1958年 - 原博実、元サッカー監督
- 1958年 - 金明恵、ハンドボール指導者、元選手
- 1960年 - 堀江淳、シンガーソングライター
- 1960年 - 日高政光、アニメーション演出家（+ 2022年）
- 1961年 - 三遊亭道楽、落語家
- 1961年 - 横田広明、横田スポーツジム会長、元プロボクサー
- 1962年 - イベンダー・ホリフィールド、プロボクサー
- 1964年 - 野村真美、女優
- 1964年 - 岩本剛人、政治家
- 1964年 - マニュエル・ルグリ、バレエダンサー
- 1966年 - 上田浩恵、歌手
- 1966年 - 神田知子、ボディビルダー
- 1966年 - ジョン・ファヴロー、俳優、映画監督、映画プロデューサー
- 1967年 - 下村陽子、作曲家
- 1967年 - 山口淳、作曲家
- 1967年 - 猫部ねこ、漫画家
- 1967年 - 松田洋治、俳優
- 1968年 - 名幸一明、元プロ野球選手
- 1968年 - 佐藤友昭、高校野球指導者
- 1969年 - 佐々木明子、アナウンサー
- 1969年 - 青羽剛、俳優、声優
- 1969年 - 佐藤恒治、エンジニア、実業家、トヨタ自動車社長
- 1971年 - 奥井亜紀、ミュージシャン
- 1971年 - 立花理佐、歌手、俳優
- 1971年 - 中澤彩子、囲碁棋士
- 1972年 - 多原香里、アイヌ歴史学者、政治活動家
- 1972年 - プラーズ、ラッパー（フージーズ）
- 1972年 - 實好礼忠、元サッカー選手、指導者
- 1972年 - 安田康彦、元騎手
- 1974年 - 善し、お笑いタレント（COWCOW）
- 1975年 - 石橋尊久、お笑いタレント（イシバシハザマ）
- 1975年 - 佐藤兼右、クラリネット奏者、指揮者
- 1975年 - 畑健二郎、漫画家
- 1976年 - 金子賢、俳優
- 1976年 - 今田竜二、プロゴルファー
- 1976年 - 財前宣之、サッカー指導者、元選手
- 1976年 - 坂井浩、元プロサッカー選手
- 1976年 - マイケル・ヤング、元プロ野球選手
- 1977年 - 須賀貴匡、俳優
- 1977年 - ランディ・ルイーズ、元プロ野球選手
- 1977年 - 増本藍、ミュージカル俳優
- 1978年 - 瀬川亮、俳優
- 1978年 - 中島卓偉、歌手
- 1978年 - 韓陽、卓球選手
- 1978年 - 今村康成、元騎手
- 1979年 - 天野慶、歌人
- 1979年 - 杉山祥子、元バレーボール選手
- 1980年 - ホセ・バティスタ、元プロ野球選手
- 1980年 - 瀬戸弘司、俳優
- 1981年 - ヘイキ・コバライネン、レーシングドライバー
- 1981年 - セバスチャン・ボウチャー、元プロ野球選手
- 1982年 - 星ハム子、プロレスラー
- 1982年 - J.A.ハップ、元プロ野球選手
- 1982年 - ヴァディム・アコルジン、フィギュアスケート選手
- 1982年 - ギリアン・ジェイコブス、女優
- 1983年 - 望海風斗、女優、歌手、元宝塚歌劇団雪組トップスター
- 1983年 - 伊藤えみ、女優、タレント、グラビアアイドル
- 1983年 - 吉川秀樹、アナウンサー
- 1983年 - ウラジミール・ガブロフ、元サッカー選手
- 1984年 - シンイチ、ベーシスト（月光グリーン）
- 1984年 - 井坂亮平、元プロ野球選手
- 1984年 - 栂野雅史、元プロ野球選手
- 1984年 - ジェームズ・マクドナルド、プロ野球選手
- 1984年 - ジョシュ・トムリン、プロ野球選手
- 1985年 - 山口絵里奈、グラビアアイドル
- 1985年 - 三谷翔子、声優
- 1985年 - 羽田圭介、小説家
- 1986年 - ダニエル・デスカルソ、元プロ野球選手
- 1986年 - おくりびと青木、お笑い芸人、納棺師
- 1987年 - 青木玄徳、俳優
- 1987年 - 木村文乃、女優
- 1987年 - 高橋明日香、女優、声優、モデル
- 1988年 - 星野雄大、元プロ野球選手
- 1988年 - 金沢亮、元サッカー選手
- 1988年 - 西山慶樹、元バレーボール選手
- 1988年 - 日笠麗奈、ファッションモデル
- 1988年 - 榎木淳弥、声優
- 1989年 - 中本進也、タレント（元ジャニーズJr.）
- 1989年 - 栩原楽人、元俳優
- 1989年 - 遠藤祐亮、バスケットボール選手
- 1989年 - ミロスラフ・ストッフ、サッカー選手
- 1990年 - 遠藤聖大、大相撲力士
- 1990年 - 原田舞美、女優
- 1990年 - 申成鉉、元プロ野球選手
- 1990年 - 宮川将、元プロ野球選手
- 1990年 - タイラー・マツェック、プロ野球選手
- 1990年 - ジョーダン・ライルズ、プロ野球選手
- 1990年 - エリック・サーデ、俳優
- 1990年 - カレン・オイ、フィギュアスケート選手
- 1991年 - ケビン・アルベス、フィギュアスケート選手
- 1992年 - 志保、女優
- 1992年 - 大塚剛央、声優
- 1992年 - 永井里菜、政治家、元タレント
- 1992年 - 芳賀千里、元アーティスティックスイミング選手、第47回ミス日本グランプリ受賞者
- 1992年 - 秋山ゆりか、元歌手（元チャオ ベッラ チンクエッティ）
- 1992年 - 塩谷千晶、元野球選手
- 1992年 - キム・ジウォン、女優
- 1992年 - リル・ダーク、ヒップホップMC
- 1993年 - 安倍エレナ、ファッションモデル
- 1993年 - 熊原健人、元プロ野球選手
- 1994年 - 須賀健太、俳優
- 1994年 - 青山美郷、女優
- 1994年 - 長久保桃子、アイドル（元フルーティー）
- 1994年 - 古原雅純、シンガーソングライター
- 1995年 - 村山栞妃、女優
- 1995年 - 池上紗理依、グラビアアイドル
- 1996年 - 尾上胡桃、ソフトテニス選手
- 1998年 - 前田悠雅、女優、歌手、タレント
- 1998年 - 保﨑麗、グラビアアイドル
- 1998年 - 綾部守人、元子役
- 2000年 - 田中法彦、野球選手
- 2001年 - 達家真姫宝、アイドル（花いろは、元夜宙☆ShiNew’、元煌めき☆アンフォレント、元AKB48）
- 2001年 - 新間いずみ、アイドル（fishbowl）
- 2001年 - 松井ひなた、アイドル（元アイドルカレッジ）
- 2002年 - 村星りじゅ、アイドル（ukka）
- 2002年 - 大夢[13]、総合格闘家
- 2002年 - 朝陽、プロレスラー（+ 2024年）
- 2004年 - 菊地姫奈、グラビアアイドル、女優
- 2005年 - 稲葉通陽、アイドル（ジュニア、少年忍者）
- 2005年 - 田辺まり、子役
- 生年不詳 - 綾月せり、女優、元宝塚歌劇団月組
- 生年不詳 - 真田ぽーりん、漫画家
- 生年不詳 - 内山つかさ、声優
- 生年不詳 - 菅愛理[14]、声優
- 生年不詳 - 坂祥美、声優

## 忌日

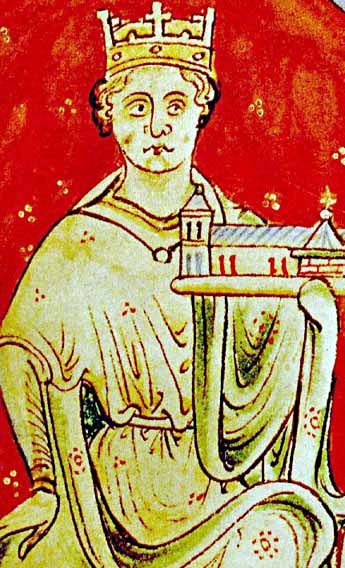
プランタジネット朝（アンジュー朝）第3代英国王ジョン(1166-1216)没。

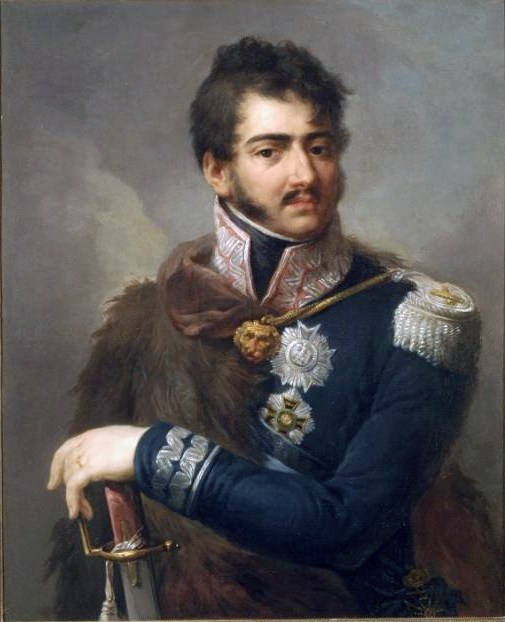
ナポレオンの元でポーランド軍を率いたユゼフ・アントニ・ポニャトフスキ(1763-1813)溺死。

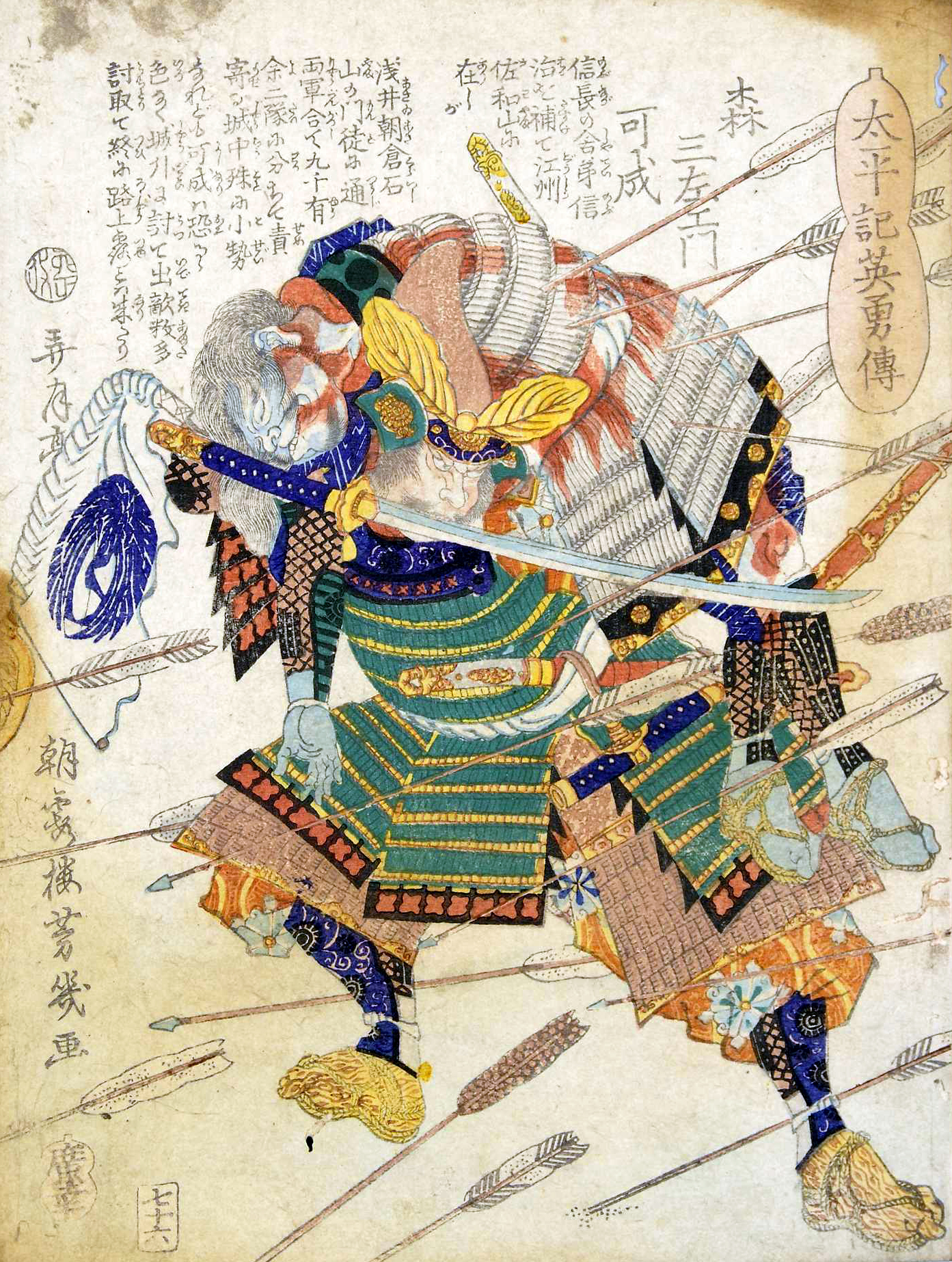
森長可、森蘭丸の父、森可成(1523-1570)宇佐山城の戦いで戦死。

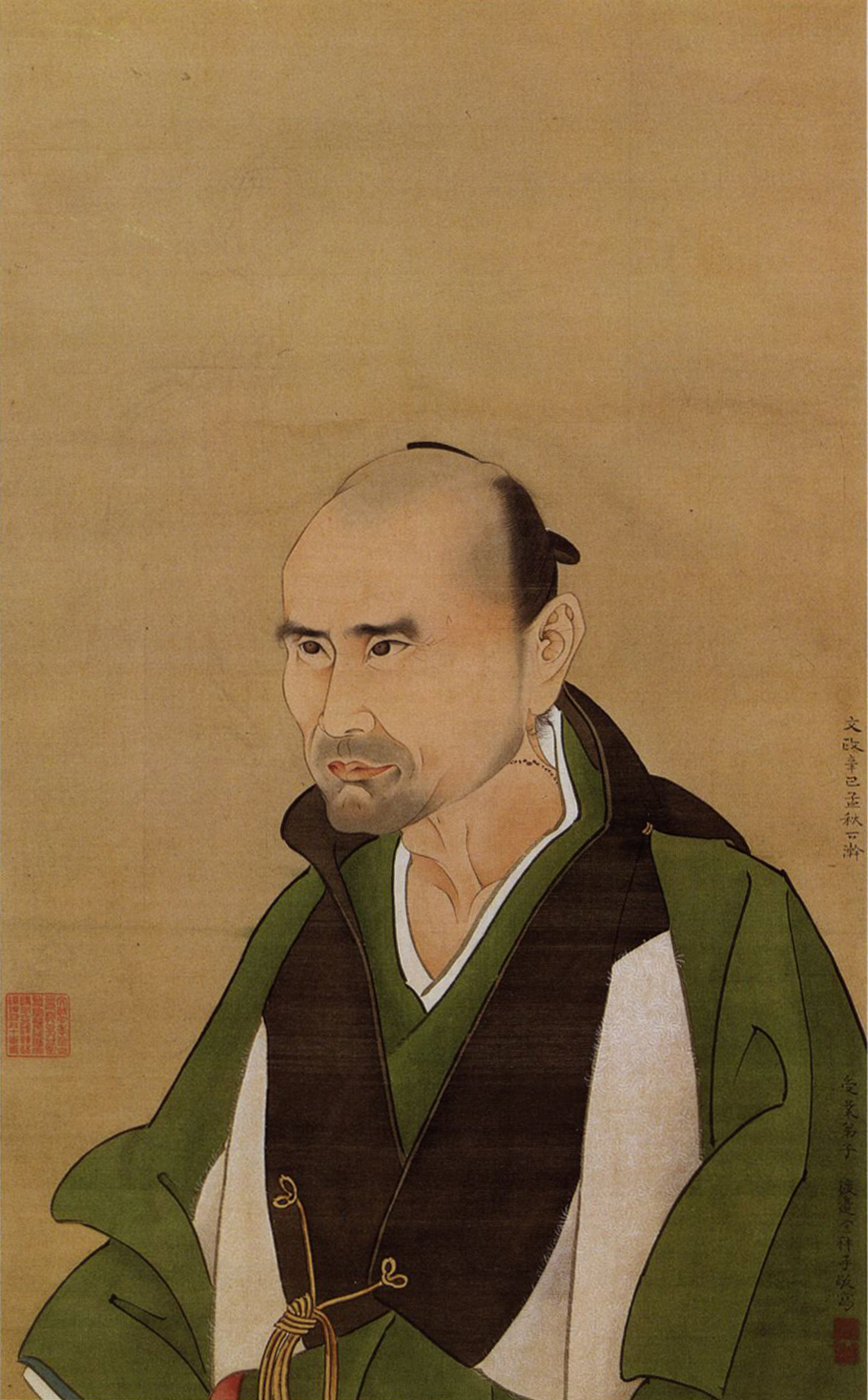
岩村藩出身の儒学者、佐藤一斎(1772-1859)没。

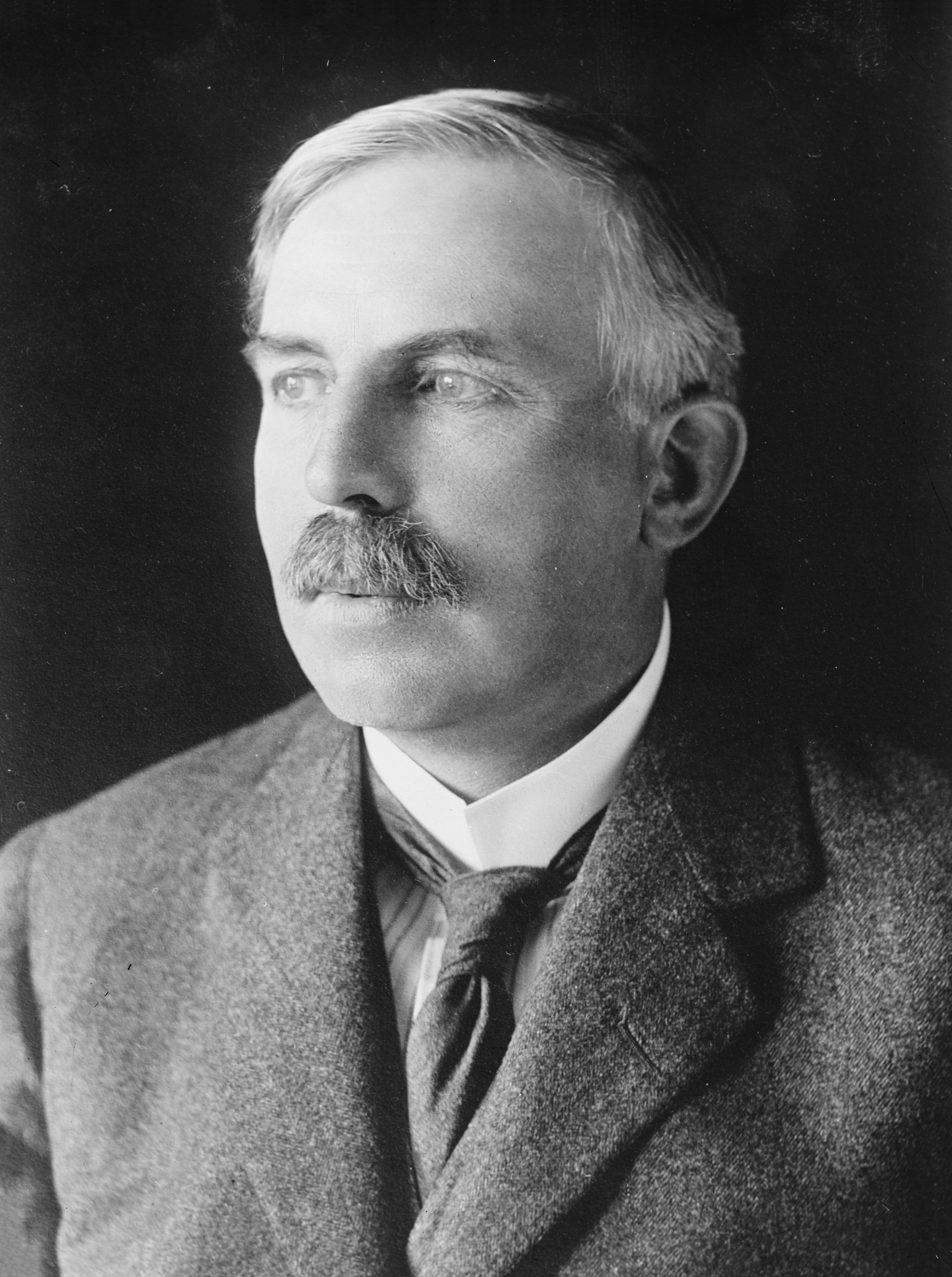
“原子物理学の父”アーネスト・ラザフォード(1871-1937)没。

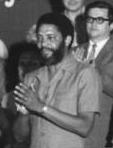
グレナダで革命政権を興したモーリス・ビショップ(1944-1983)クーデターにより処刑。

- 1216年 - ジョン、イングランド王（* 1166年）
- 1570年（元亀元年9月20日） - 森可成、戦国武将（* 1523年）
- 1587年 - フランチェスコ1世・デ・メディチ、トスカーナ大公（* 1541年）
- 1600年（慶長5年9月15日） - 吉弘統幸、戦国武将（* 1564年）
- 1608年 - マルティン・デルリオ（英語版）、イエズス会神学者（* 1551年）
- 1609年 - ヤーコブス・アルミニウス、神学者（* 1560年）
- 1669年 - ドメニコ・フィアセラ（英語版）、画家（* 1589年）
- 1678年 - サミュエル・ファン・ホーホストラーテン、画家（* 1627年）
- 1682年 - トーマス・ブラウン、作家（* 1605年）
- 1723年 - ゴドフリー・ネラー、画家（* 1646年）
- 1745年 - ジョナサン・スウィフト、小説家（* 1667年）
- 1770年 - ベルナルド・アントニオ・ヴィットーネ（英語版）、建築家、作家（* 1704年）
- 1785年 - ジャン＝ユーグ・タラヴァル、画家（* 1729年）
- 1790年 - ライマン・ホール、アメリカ独立宣言署名者（* 1724年）
- 1806年 - ベンジャミン・バネカー、天文学者（* 1731年）
- 1810年 - ジャン＝ジョルジュ・ノヴェール、舞踏家（* 1727年）
- 1813年 - ユゼフ・アントニ・ポニャトフスキ、フランス軍元帥（* 1763年）
- 1814年 - マーシー・オーティス・ウォーレン（英語版）、詩人、劇作家（* 1728年）
- 1815年 - パオロ・マスカーニ（英語版）、医師、解剖学者（* 1755年）
- 1826年 - フランソワ＝ジョゼフ・タルマ、俳優（* 1763年）
- 1851年 - マリー・テレーズ、フランス国王ルイ16世の王女（* 1778年）
- 1859年（安政6年9月24日） - 佐藤一斎、儒学者（* 1772年）
- 1867年 - ジェームズ・サウス、天文学者（* 1785年）
- 1875年 - チャールズ・ホイートストン、物理学者（* 1802年）
- 1889年 - ルイス1世、ポルトガル王（* 1838年）
- 1896年 - ヨセフ・ピシュナ、ピアニスト、音楽教育者（* 1826年）
- 1906年 - チャールズ・ファイザー、化学者（* 1824年）
- 1909年 - チェーザレ・ロンブローゾ、精神科医、犯罪人類学の創始者（* 1836年）
- 1911年 - ユージン・バートン・イーリー、飛行機パイロット（* 1886年）
- 1920年 - ジョン・リード、ジャーナリスト（* 1887年）
- 1926年 - ヴィクトル・バベシュ（英語版）、医師、細菌学者（* 1854年）
- 1932年 - アルトゥール・フリードハイム、音楽家（* 1859年）
- 1935年 - オダ・クローグ（英語版）、画家（* 1860年）
- 1936年 - 魯迅、小説家、翻訳家、思想家（* 1881年）
- 1937年 - アーネスト・ラザフォード、物理学者（* 1871年）
- 1943年 - カミーユ・クローデル、彫刻家（* 1864年）
- 1943年 - 犬童球渓、作詞家（* 1879年）
- 1950年 - エドナ・ミレイ、詩人（* 1892年）
- 1952年 - 土井晩翠、詩人（* 1871年）
- 1954年 - ヒュー・ダフィー、プロ野球選手（* 1866年）
- 1957年 - ゴードン・チャイルド、考古学者、文献学者（* 1892年）
- 1958年 - 上田庄三郎、教員、教育評論家（* 1894年）
- 1959年 - スタンリー・ベイト、作曲家、ピアニスト（* 1911年）
- 1961年 - セルヒオ・オスメニャ、政治家、第4代フィリピン大統領（* 1878年）
- 1970年 - ラサロ・カルデナス、政治家、メキシコ大統領（* 1895年）
- 1970年 - 北栄造、官僚、公選第3代福井県知事（* 1901年）
- 1977年 - 伊丹安広、野球選手（* 1904年）
- 1978年 - ギグ・ヤング、俳優（* 1913年）
- 1980年 - 稲蔭千代子、元アナウンサー（* 1906年）
- 1983年 - 若林彊、実業家、元東北電力社長（* 1909年）
- 1983年 - 田中忠雄、実業家、元日本電気（NEC）社長（* 1911年）
- 1983年 - モーリス・ビショップ、政治家、グレナダ首相（* 1944年）
- 1984年 - アンリ・ミショー、詩人、画家（* 1899年）
- 1984年 - 高橋進、シテ方宝生流能楽師（* 1902年）
- 1985年 - 辻原弘市、教育者、政治家（* 1923年）
- 1986年 - オルドリッチ・リプスキー、映画監督（* 1924年）
- 1986年 - サモラ・マシェル、軍人、革命家、政治家、初代モザンビーク大統領（* 1933年）
- 1988年 - サン・ハウス、ブルース・ミュージシャン（* 1902年）
- 1987年 - ジャクリーヌ・デュ・プレ、チェリスト（* 1945年）
- 1992年 - 長谷川峻、政治家、第47代法務大臣、第54代運輸大臣、第35・37代労働大臣（* 1912年）
- 1992年 - アーサー・ウィント、陸上競技選手（* 1920年）
- 1993年 - 上田英雄、内科医、第5代横綱審議委員会委員長（* 1910年）
- 1994年 - マーサ・レイ、女優、歌手、コメディエンヌ（* 1916年）
- 1995年 - 丸木位里、日本画家（* 1901年）
- 1995年 - ドン・チェリー、ジャズトランペット奏者（* 1936年）
- 1996年 - 三宅義夫、経済学者、立教大学名誉教授（* 1916年）
- 1996年 - 潮見俊隆、法学者、帝京大学名誉教授（* 1922年）
- 1998年 - 浅野政雄、政治家、元大阪府高石市長（* 1911年）
- 1999年 - ナタリー・サロート、小説家、劇作家（* 1900年）
- 2000年 - アントニオ・マスペス、自転車競技選手（* 1932年）
- 2002年 - マヌエル・アルバレス・ブラボ、写真家（* 1902年）
- 2002年 - アイリーン・リギン、競泳選手、飛込選手、1920年アントワープ五輪金メダリスト（* 1906年）
- 2002年 - 荘司福、日本画家（* 1910年）
- 2002年 - 原正市、篤農家（* 1917年）
- 2002年 - 池谷三郎、元アナウンサー、俳優（* 1923年）
- 2003年 - 大石武一、医師、政治家、第47代農林大臣、第2代環境庁長官（* 1909年）
- 2003年 - ネッロ・パガーニ、オートバイロードレース・F1レーサー（* 1911年）
- 2003年 - アリヤ・イゼトベゴヴィッチ、政治家、ボスニア・ヘルツェゴビナ大統領（* 1925年）
- 2003年 - ロード・ウォリアー・ホーク、プロレスラー（* 1957年）
- 2004年 - ケネス・アイバーソン、情報工学者（* 1920年）
- 2004年 - 金森茂一郎、実業家（* 1922年）
- 2004年 - ルイス・アリー（英語版）、化学技術者、アルカリ電池・リチウム電池発明者（* 1927年）
- 2005年 - 宮城けんじ、漫才師（Wけんじ）（* 1924年）
- 2005年 - 三代山田常山[15]、陶芸家、人間国宝（* 1924年）
- 2006年 - 杉元賢治、アインシュタイン研究者（* 1947年）
- 2008年 - リチャード・ブラックウェル、ファッション評論家（* 1922年）
- 2008年 - ジャンニ・ライモンディ、テノール歌手（* 1923年）
- 2008年 - ルディ・レイ・ムーア、コメディアン、俳優（* 1937年）
- 2008年 - 塩次伸二、ギタリスト（* 1951年）
- 2009年 - ジョセフ・ワイズマン、俳優（* 1918年）
- 2010年 - 三枝充悳、仏教学者、筑波大学名誉教授 （* 1923年)
- 2010年 - トム・ボズリ、 俳優（* 1927年)
- 2010年 - 谷嵐久、元大相撲力士（* 1952年)
- 2011年 - 上野季夫、物理学者、京都大学名誉教授、金沢工業大学名誉教授（* 1911年)
- 2012年 - フィオレンツォ・マーニ、自転車競技選手（* 1920年）
- 2012年 - 宇佐美圭司、画家（* 1940年）
- 2012年 - 西田美昭、歴史学者、東京大学名誉教授（* 1940年）
- 2013年 - ビクトル・チブレンコ、やり投げ選手、1960年ローマ五輪金メダリスト（* 1930年）
- 2013年 - ノエル・ハリソン（英語版）、俳優、歌手（* 1934年）
- 2013年 - ウィリアム・クレランド・ロウ（英語版）、実業家、元IBM副社長（* 1941年）
- 2013年 - 連城三紀彦、小説家（* 1948年）
- 2014年 - 若尾隆子、女優（* 1918年）
- 2016年 - イヴェット・ショヴィレ、バレエダンサー（* 1917年）
- 2016年 - 尾藤三柳、川柳作家（* 1929年）
- 2016年 - 井出洋一郎、美術評論家、元府中市美術館館長、元群馬県立近代美術館館長（* 1949年）
- 2017年 - ウンベルト・レンツィ、映画監督（* 1931年）
- 2017年 - 中村靖、政治家（* 1932年）
- 2018年 - 宇佐美魚目、俳人、書家（* 1926年）
- 2018年 - 樋口敬二、氷雪物理学者、名古屋大学名誉教授（* 1927年）
- 2018年 - 下村脩、生物学者、ボストン大学名誉教授（* 1928年）
- 2018年 - 穂積隆信、俳優、声優（* 1931年）
- 2018年 - 木村圭市郎、アニメーター、キャラクターデザイナー（* 1938年）
- 2019年 - アレクサンドル・ボルコフ、テニス選手（* 1967年）
- 2020年 - 橋本善吉、実業家、橋本牧場創業者、競走馬マルゼンスキーオーナー（* 1924年）
- 2020年 - ジル・ペイトン・ウォルシュ、小説家（* 1937年）
- 2020年 - スペンサー・デイヴィス、歌手、ギタリスト（スペンサー・デイヴィス・グループ）（* 1939年）
- 2020年 - 鬼海弘雄、写真家（* 1945年）
- 2020年 - 嶋田功、元騎手、元調教師（* 1945年）
- 2021年 - ジャック・エンジェル、声優、演出家、衣装デザイナー（* 1930年）
- 2022年 - 永田竹丸、漫画家（* 1934年）
- 2022年 - 仲本工事、コメディアン（ザ・ドリフターズ）（* 1941年）
- 2022年 - ワルインゲ中山、元プロボクサー（* 1945年）
- 2023年 - 相川鐵崖、書家、東京学芸大学名誉教授（* 1937年）
- 2023年 - ハインリヒ・メスナー（英語版）、アルペンスキー選手（* 1939年）
- 2023年 - 成田光弘、元プロ野球選手（* 1942年）
- 2023年 - アンフィサ・レスツォワ、バイアスロン・クロスカントリースキー選手、1988年・1992年・1994年五輪金メダリスト（* 1964年）
- 2023年 - 櫻井敦司、歌手（BUCK-TICK）（* 1966年）

## 記念日・年中行事
- 隠岐武良祭風流（おきむらまつりふうりゅう）（ 日本）
島根県隠岐の島町で、西暦奇数年に行なわれる神事。隠岐の島町の元屋（がんや）、中村、西村、湊の各地区が参加して行われる大祭で、元屋の八王子神社に安置されている日神（日天：にってん）と、中村の一之森神社の月神（月天：がってん）の出会い神事を中心とする。日天月天の出会いから日月祭とも呼ばれている[16]。

- バーゲンの日（ 日本）
1895年（明治28年）、東京駅上の大丸呉服店が冬物の大売出しを開催し、日本初のバーゲンを行ったことに由来。
- 海外旅行の日（ 日本）
「遠 (10) くへ行く (19)」の語呂合せ。海外旅行の楽しみ方等について考える日。
- トイレクイックルの日（ 日本）
花王株式会社が制定。トイレクイックルを使って清潔で快適なトイレにしてもらいたいという思いから。日付は、「トイ（101）レク（09）」イックル」と読む語呂合わせから[17]。
- イカの塩辛の日（ 日本）
宮城県気仙沼市の株式会社小野万が制定。日付は、秋が「イカの旬であり、イカの足の数が10本であることから10月、熟成された味から19日とした[18]。
- イクメンの日（ 日本）
「父さん（10） 」「育児 (19)」から。2011年から毎年この日にイクメン オブ ザ イヤーの表彰が行われる。（イクメン オブ ザ イヤー 実行委員会が日本記念日協会に申請、登録）
- 相続税を考える日（ 日本）
2015年1月からの税制改正により相続税が増額されたことを受けて、すばる会計事務所が制定。相続税について事前に知識を深め、専門家に相談するきっかけにしてもらうことが目的。日付は10（ソ）と19（ゾク）で「相続」と読む語呂合わせから[18]。
- 医療用ウィッグの日（ 日本）
大阪府大阪市の株式会社グローウィングが制定。抗がん剤治療による脱毛および脱毛症に悩む人に、治療中も髪のおしゃれを楽しめる安全安心な医療用ウィッグを普及させることが目的。日付は病院のマークが漢字の十に似ていることから数字に置き換えて10月、ウィッグの語呂合わせで19日とした[19]。
- マザー・テレサの日（ アルバニア）
2003年のこの日、アルバニア人のマザー・テレサがヨハネ・パウロ2世により列福されたことにちなむ。
- 憲法記念日（ ニウエ）
1974年のこの日、ニュージーランドの属領ニウエが内政自治権を獲得し、ニュージーランドとの自由連合国となったことにちなむ。